# Basketball-Europameisterschaft 2013
Die Basketball-Europameisterschaft 2013 (offiziell: EuroBasket 2013) der Herren war die 38. Auflage dieses Turniers und wurde vom 4. bis 22. September 2013 in Slowenien ausgetragen. Der Gastgeber wurde im Dezember 2010 bestimmt, neben dem Deutschen Basketball Bund interessierten sich mit Bosnien-Herzegowina, Kroatien, Tschechien, Italien und Slowenien fünf weitere Verbände für die Veranstaltung. Am 5. September 2010 gab FIBA Europa bekannt, dass sich nur Slowenien und Italien für die Veranstaltung bewarben. Zum ersten Mal in der Geschichte des Turniers gewann Frankreich den Titel.
Bei der Basketball-Europameisterschaft handelt es sich um einen alle zwei Jahre ausgetragenen Basketballwettbewerb zwischen europäischen Nationalmannschaften, der durch die in München ansässige FIBA Europa, dem Europäischen Basketballverband, organisiert wird.

## Austragungsorte
Die Gruppenspiele wurden in Jesenice, Ljubljana (Hala Tivoli), Celje und Koper ausgetragen. Die Spiele der zweiten Runde sowie der Finalrunde im K.-o.-System fanden in der Arena Stožice in Ljubljana statt.
| Ljubljana                | Jesenice                   | Celje             | Koper             | Ljubljana                                   |
| ------------------------ | -------------------------- | ----------------- | ----------------- | ------------------------------------------- |
| Hala Tivoli              | Športna dvorana Podmežakla | Zlatorog Arena    | Arena Bonifika    | Arena Stožice                               |
| Kapazität: 5600          | Kapazität: 5500            | Kapazität: 5200   | Kapazität: 5000   | Kapazität: 12500                            |
| Vorrunde Gruppe A        | Vorrunde Gruppe B          | Vorrunde Gruppe C | Vorrunde Gruppe D | Zweite Runde und Finalrunde im K.-o.-System |
| Hala Tivoli in Ljubljana |                            |                   |                   | Innenansicht Arena Stožice                  |

## Teilnehmer
Insgesamt nahmen 24 Mannschaften an der EuroBasket 2013 teil, die sich auf unterschiedliche Weise für das Turnier qualifizierten.
Slowenien war als Gastgeber automatisch zur Teilnahme berechtigt; ferner qualifizierten sich die drei europäischen Teilnehmer der Olympischen Spiele 2012 sowie die vier europäischen Teilnehmer am vorolympischen Qualifikationsturnier direkt für die EuroBasket 2013.

Übersicht der Teilnehmerländer

Gastgeber
- Slowenien

Teilnehmer der Olympischen Spiele 2012 bzw. des vorolympischen Qualifikationsturniers
| - Spanien - Frankreich | - Großbritannien - Russland | - Mazedonien - Litauen | - Griechenland |

Vom 15. August bis zum 11. September 2012 wurden unter 31 teilnehmenden Ländern die weiteren 16 Teilnehmer bestimmt. Aus den sechs Gruppen qualifizierten sich jeweils die zwei besten Mannschaften. Dazu kamen die vier besten Drittplatzierten.

## Qualifikation
Basketball-Europameisterschaft 2013/Qualifikation

## Vorrunde
In der Vorrunde spielten jeweils sechs Mannschaften in vier Gruppen gegeneinander. Der Sieger eines Spiels erhielt zwei Punkte, der Verlierer einen Punkt. Bei Punktgleichheit erfolgte die Platzierung durch Punktevergleich der direkten Begegnungen und, falls notwendig, durch Vergleich der Korbverhältnisse.
Am 18. November 2012 wurden folgende Gruppen in den Höhlen von Postojna ausgelost:
| Gruppe A (Hala Tivoli)                                                   | Gruppe B (Športna dvorana Podmežakla)                                              | Gruppe C (Dvorana Zlatorog Celje)                                | Gruppe D (Športna dvorana Bonifika Koper)                          |
| ------------------------------------------------------------------------ | ---------------------------------------------------------------------------------- | ---------------------------------------------------------------- | ------------------------------------------------------------------ |
| - Frankreich - Großbritannien - Deutschland - Ukraine - Belgien - Israel | - Mazedonien - Litauen - Montenegro - Bosnien und Herzegowina - Lettland - Serbien | - Spanien - Slowenien - Kroatien - Polen - Georgien - Tschechien | - Russland - Griechenland - Italien - Finnland - Türkei - Schweden |

### Gruppe A – Ljubljana
| Platz | Team           | Spiele | Siege | Niederl. | Körbe   | Punkte | Korbverh. |
| ----- | -------------- | ------ | ----- | -------- | ------- | ------ | --------- |
| 1     | Frankreich     | 5      | 4     | 1        | 403:344 | 9      | +59       |
| 2     | Ukraine        | 5      | 4     | 1        | 378:352 | 9      | +26       |
| 3     | Belgien        | 5      | 2     | 3        | 344:371 | 7      | −27       |
| 4     | Großbritannien | 5      | 2     | 3        | 360:396 | 7      | −36       |
| 5     | Deutschland    | 5      | 2     | 3        | 390:396 | 7      | −6        |
| 6     | Israel         | 5      | 1     | 4        | 364:380 | 6      | −16       |

| 4. September 2013 | 14:30 MESZ | Israel         | – | Großbritannien | 71:75       |
| 4. September 2013 | 17:45 MESZ | Belgien        | – | Ukraine        | 57:58       |
| 4. September 2013 | 21:00 MESZ | Frankreich     | – | Deutschland    | 74:80       |
| 5. September 2013 | 14:30 MESZ | Ukraine        | – | Israel         | 74:67       |
| 5. September 2013 | 17:45 MESZ | Deutschland    | – | Belgien        | 73:77 n. V. |
| 5. September 2013 | 21:00 MESZ | Großbritannien | – | Frankreich     | 65:88       |
| 6. September 2013 | 14:30 MESZ | Deutschland    | – | Ukraine        | 83:88       |
| 6. September 2013 | 17:45 MESZ | Belgien        | – | Großbritannien | 76:71       |
| 6. September 2013 | 21:00 MESZ | Frankreich     | – | Israel         | 82:63       |
| 8. September 2013 | 14:30 MESZ | Großbritannien | – | Deutschland    | 81:74       |
| 8. September 2013 | 17:45 MESZ | Ukraine        | – | Frankreich     | 71:77       |
| 8. September 2013 | 21:00 MESZ | Israel         | – | Belgien        | 87:69       |
| 9. September 2013 | 14:30 MESZ | Großbritannien | – | Ukraine        | 68:87       |
| 9. September 2013 | 17:45 MESZ | Deutschland    | – | Israel         | 80:76       |
| 9. September 2013 | 21:00 MESZ | Belgien        | – | Frankreich     | 65:82       |

### Gruppe B – Jesenice
| Platz | Team                    | Spiele | Siege | Niederl. | Körbe   | Punkte | Korbverh. |
| ----- | ----------------------- | ------ | ----- | -------- | ------- | ------ | --------- |
| 1     | Serbien                 | 5      | 3     | 2        | 371:366 | 8      | +5        |
| 2     | Lettland                | 5      | 3     | 2        | 365:360 | 8      | +5        |
| 3     | Litauen                 | 5      | 3     | 2        | 347:337 | 8      | +10       |
| 4     | Bosnien und Herzegowina | 5      | 3     | 2        | 358:359 | 8      | −1        |
| 5     | Montenegro              | 5      | 2     | 3        | 376:382 | 7      | −6        |
| 6     | Mazedonien              | 5      | 1     | 4        | 356:369 | 6      | −13       |

| 4. September 2013 | 14:30 MESZ | Lettland                | – | Bosnien und Herzegowina | 86:75       |
| 4. September 2013 | 17:45 MESZ | Mazedonien              | – | Montenegro              | 80:81       |
| 4. September 2013 | 15:15 OESZ | Serbien                 | – | Litauen                 | 63:56       |
| 5. September 2013 | 14:30 MESZ | Montenegro              | – | Lettland                | 72:73       |
| 5. September 2013 | 17:45 MESZ | Bosnien und Herzegowina | – | Serbien                 | 67:77       |
| 5. September 2013 | 15:15 OESZ | Litauen                 | – | Mazedonien              | 75:67       |
| 6. September 2013 | 14:30 MESZ | Montenegro              | – | Bosnien und Herzegowina | 70:76       |
| 6. September 2013 | 17:45 MESZ | Lettland                | – | Litauen                 | 59:67       |
| 6. September 2013 | 21:00 MESZ | Mazedonien              | – | Serbien                 | 89:75       |
| 8. September 2013 | 14:30 MESZ | Bosnien und Herzegowina | – | Mazedonien              | 62:54       |
| 8. September 2013 | 17:45 MESZ | Serbien                 | – | Lettland                | 80:71       |
| 8. September 2013 | 21:00 MESZ | Litauen                 | – | Montenegro              | 77:70 n. V. |
| 9. September 2013 | 14:30 MESZ | Lettland                | – | Mazedonien              | 76:66       |
| 9. September 2013 | 17:45 MESZ | Litauen                 | – | Bosnien und Herzegowina | 72:78       |
| 9. September 2013 | 21:00 MESZ | Montenegro              | – | Serbien                 | 83:76       |

### Gruppe C – Celje
| Platz | Team       | Spiele | Siege | Niederl. | Körbe   | Punkte | Korbverh. |
| ----- | ---------- | ------ | ----- | -------- | ------- | ------ | --------- |
| 1     | Spanien    | 5      | 4     | 1        | 369:269 | 9      | +100      |
| 2     | Kroatien   | 5      | 4     | 1        | 337:341 | 9      | −4        |
| 3     | Slowenien  | 5      | 3     | 2        | 347:344 | 8      | 3         |
| 4     | Tschechien | 5      | 2     | 3        | 316:339 | 7      | −23       |
| 5     | Georgien   | 5      | 1     | 4        | 366:394 | 6      | −28       |
| 6     | Polen      | 5      | 1     | 4        | 329:377 | 6      | −48       |

| 4. September 2013 | 14:30 MESZ | Georgien   | – | Polen      | 84:67       |
| 4. September 2013 | 17:45 MESZ | Spanien    | – | Kroatien   | 68:40       |
| 4. September 2013 | 15:15 OESZ | Tschechien | – | Slowenien  | 60:62       |
| 5. September 2013 | 14:30 MESZ | Kroatien   | – | Georgien   | 77:76       |
| 5. September 2013 | 17:45 MESZ | Polen      | – | Tschechien | 68:69       |
| 5. September 2013 | 21:00 MESZ | Slowenien  | – | Spanien    | 78:69       |
| 7. September 2013 | 14:30 MESZ | Spanien    | – | Tschechien | 60:39       |
| 7. September 2013 | 17:45 MESZ | Kroatien   | – | Polen      | 74:70       |
| 7. September 2013 | 21:00 MESZ | Georgien   | – | Slowenien  | 68:72       |
| 8. September 2013 | 14:30 MESZ | Polen      | – | Spanien    | 53:89       |
| 8. September 2013 | 17:45 MESZ | Tschechien | – | Georgien   | 95:79       |
| 8. September 2013 | 21:00 MESZ | Slowenien  | – | Kroatien   | 74:76 n. V. |
| 9. September 2013 | 14:30 MESZ | Georgien   | – | Spanien    | 59:83       |
| 9. September 2013 | 17:45 MESZ | Kroatien   | – | Tschechien | 70:53       |
| 9. September 2013 | 21:00 MESZ | Slowenien  | – | Polen      | 61:71       |

### Gruppe D – Koper
| Platz | Team         | Spiele | Siege | Niederl. | Körbe   | Punkte | Korbverh. |
| ----- | ------------ | ------ | ----- | -------- | ------- | ------ | --------- |
| 1     | Italien      | 5      | 5     | 0        | 391:339 | 10     | +52       |
| 2     | Finnland     | 5      | 4     | 1        | 358:337 | 9      | +21       |
| 3     | Griechenland | 5      | 3     | 2        | 392:350 | 8      | +51       |
| 4     | Schweden     | 5      | 1     | 4        | 345:391 | 6      | −46       |
| 5     | Türkei       | 5      | 1     | 4        | 355:398 | 6      | −43       |
| 6     | Russland     | 5      | 1     | 4        | 374:400 | 6      | −26       |

| 4. September 2013 | 14:30 MESZ | Türkei       | – | Finnland     | 55:61       |
| 4. September 2013 | 17:45 MESZ | Schweden     | – | Griechenland | 51:79       |
| 4. September 2013 | 15:15 OESZ | Russland     | – | Italien      | 68:74       |
| 5. September 2013 | 14:30 MESZ | Finnland     | – | Schweden     | 81:60       |
| 5. September 2013 | 17:45 MESZ | Italien      | – | Türkei       | 90:75       |
| 5. September 2013 | 21:00 MESZ | Griechenland | – | Russland     | 80:71       |
| 7. September 2013 | 14:30 MESZ | Russland     | – | Schweden     | 62:81       |
| 7. September 2013 | 17:45 MESZ | Italien      | – | Finnland     | 62:44       |
| 7. September 2013 | 21:00 MESZ | Türkei       | – | Griechenland | 61:84       |
| 8. September 2013 | 14:30 MESZ | Finnland     | – | Russland     | 86:83 n. V. |
| 8. September 2013 | 17:45 MESZ | Griechenland | – | Italien      | 72:81       |
| 8. September 2013 | 21:00 MESZ | Schweden     | – | Türkei       | 74:87       |
| 9. September 2013 | 14:30 MESZ | Griechenland | – | Finnland     | 77:86       |
| 9. September 2013 | 17:45 MESZ | Italien      | – | Schweden     | 82:79       |
| 9. September 2013 | 21:00 MESZ | Türkei       | – | Russland     | 77:89       |

## Zwischenrunde
Nach der Vorrunde qualifizierten sich jeweils die ersten drei Mannschaften einer Gruppe für die Zwischenrunde. Die drei Teams der Gruppen A und B bildeten die Gruppe E, die Qualifizierten der Gruppen C und D bildeten die neue Gruppe F (beide in Ljubljana). Jedes Team traf einmal gegen jedes der drei Teams aus der anderen Vorrundengruppe an. Aus den Vorrundenspielen wurden die Punkte weitergeführt, die gegen qualifizierte Teams erzielt wurden.
Die Gruppen sehen wie folgt aus:
| Gruppe E                                                        | Gruppe F                                                             |
| --------------------------------------------------------------- | -------------------------------------------------------------------- |
| - Belgien - Frankreich - Lettland - Litauen - Serbien - Ukraine | - Finnland - Griechenland - Italien - Kroatien - Slowenien - Spanien |

### Gruppe E – Ljubljana
| Platz | Team       | Spiele | Siege | Niederl. | Körbe   | Punkte | Korbverh. |
| ----- | ---------- | ------ | ----- | -------- | ------- | ------ | --------- |
| 1     | Serbien    | 5      | 4     | 1        | 371:343 | 9      | 1,081     |
| 2     | Litauen    | 5      | 4     | 1        | 355:314 | 9      | 1,130     |
| 3     | Frankreich | 5      | 3     | 2        | 388:380 | 8      | 1,021     |
| 4     | Ukraine    | 5      | 2     | 3        | 325:364 | 7      | 0,920     |
| 5     | Belgien    | 5      | 1     | 4        | 318:358 | 6      | 0,888     |
| 6     | Lettland   | 5      | 1     | 4        | 362:360 | 6      | 1,005     |

| 11. September 2013 | 14:30 MESZ | Lettland   | – | Ukraine    | 85:51  |
| 11. September 2013 | 17:45 MESZ | Belgien    | – | Serbien    | 69:76  |
| 11. September 2013 | 21:00 MESZ | Litauen    | – | Frankreich | 76:62  |
| 13. September 2013 | 14:30 MESZ | Litauen    | – | Belgien    | 86:65  |
| 13. September 2013 | 17:45 MESZ | Ukraine    | – | Serbien    | 82:75  |
| 13. September 2013 | 21:00 MESZ | Frankreich | – | Lettland   | 102:91 |
| 15. September 2013 | 14:30 MESZ | Lettland   | – | Belgien    | 56:60  |
| 15. September 2013 | 17:45 MESZ | Ukraine    | – | Litauen    | 63:70  |
| 15. September 2013 | 21:00 MESZ | Serbien    | – | Frankreich | 77:65  |

### Gruppe F – Ljubljana
| Platz | Team         | Spiele | Siege | Niederl. | Körbe   | Punkte | Korbverh. |
| ----- | ------------ | ------ | ----- | -------- | ------- | ------ | --------- |
| 1     | Kroatien     | 5      | 4     | 1        | 372:361 | 9      | 1,030     |
| 2     | Slowenien    | 5      | 3     | 2        | 385:379 | 8      | 1,015     |
| 3     | Italien      | 5      | 3     | 2        | 374:357 | 8      | 1,047     |
| 4     | Spanien      | 5      | 2     | 3        | 375:339 | 7      | 1,106     |
| 5     | Finnland     | 5      | 2     | 3        | 341:385 | 7      | 0,885     |
| 6     | Griechenland | 5      | 1     | 4        | 381:407 | 6      | 0,936     |

| 12. September 2013 | 14:30 MESZ | Finnland     | – | Kroatien     | 63:88 |
| 12. September 2013 | 17:45 MESZ | Griechenland | – | Spanien      | 79:75 |
| 12. September 2013 | 21:00 MESZ | Italien      | – | Slowenien    | 77:84 |
| 14. September 2013 | 14:30 MESZ | Kroatien     | – | Italien      | 76:68 |
| 14. September 2013 | 17:45 MESZ | Spanien      | – | Finnland     | 82:56 |
| 14. September 2013 | 21:00 MESZ | Griechenland | – | Slowenien    | 65:73 |
| 16. September 2013 | 14:30 MESZ | Kroatien     | – | Griechenland | 92:88 |
| 16. September 2013 | 17:45 MESZ | Italien      | – | Spanien      | 86:81 |
| 16. September 2013 | 21:00 MESZ | Finnland     | – | Slowenien    | 92:76 |

## Finalrunde

### Modus
Nach der Zwischenrunde qualifizierten sich jeweils die ersten vier Teams der beiden Gruppen E und F für die Finalrunde. Gespielt wurde im Viertelfinale über Kreuz gegen einen Gegner aus der jeweils anderen Zwischenrundengruppe. Anschließend trafen sowohl die Sieger der Viertelfinals im Halbfinale aufeinander, als auch die Verlierer in der Platzierungsrunde um die Plätze fünf bis acht. Die Sieger der Halbfinalspiele bestritten das Finale, die Verlierer das Spiel um Platz drei. Die Sieger der Platzierungsspiele spielten um Platz fünf, die Verlierer um Platz sieben.
Alle Spiele fanden in der 12.480 Zuschauer fassenden Arena Stožice in Ljubljana statt.

### Turnierbaum
|  | Viertelfinale                   | Viertelfinale                   |                                 |                                 | Halbfinale                      | Halbfinale |  |  | Finale                          | Finale                          |
|  |                                 |                                 |                                 |                                 |                                 |            |  |  |                                 |                                 |
|  | 79 – 18. September 2013 – 17:30 |                                 |                                 |                                 |                                 |            |  |  |                                 |                                 |
|  | Serbien                         | 60                              |                                 |                                 |                                 |            |  |  |                                 |                                 |
|  | Serbien                         | 60                              | 85 – 20. September 2013 – 21:00 |                                 |                                 |            |  |  |                                 |                                 |
|  | Spanien                         | 90                              |                                 |                                 |                                 |            |  |  |                                 |                                 |
|  | Spanien                         | 90                              | Spanien                         | 72                              |                                 |            |  |  |                                 |                                 |
|  |                                 |                                 | Spanien                         | 72                              |                                 |            |  |  |                                 |                                 |
|  |                                 | Frankreich                      | 75                              |                                 |                                 |            |  |  |                                 |                                 |
|  | Slowenien                       | Frankreich                      | 75                              | 62                              |                                 |            |  |  |                                 |                                 |
|  | Slowenien                       |                                 |                                 | 62                              |                                 |            |  |  |                                 |                                 |
|  | Frankreich                      | 72                              |                                 | 90 – 22. September 2013 – 21:00 | 90 – 22. September 2013 – 21:00 |            |  |  |                                 |                                 |
|  | 80 – 18. September 2013 – 21:00 | 80 – 18. September 2013 – 21:00 | Frankreich                      | 80                              |                                 |            |  |  |                                 |                                 |
|  | 82 – 19. September 2013 – 21:00 | 82 – 19. September 2013 – 21:00 |                                 | Litauen                         | 66                              |            |  |  |                                 |                                 |
|  | Litauen                         | 81                              |                                 |                                 |                                 |            |  |  |                                 |                                 |
|  | Italien                         | 77                              |                                 |                                 |                                 |            |  |  |                                 |                                 |
|  | Italien                         | 77                              | Litauen                         | 77                              |                                 |            |  |  |                                 |                                 |
|  |                                 |                                 | Litauen                         | 77                              | Spiel um Platz 3                |            |  |  |                                 |                                 |
|  |                                 | Kroatien                        | 62                              |                                 |                                 |            |  |  |                                 |                                 |
|  | Kroatien                        | Kroatien                        | 62                              | 84                              | Spanien                         | 92         |  |  |                                 |                                 |
|  | Kroatien                        | 86 – 20. September 2013 – 17:45 |                                 | 84                              | Spanien                         | 92         |  |  |                                 |                                 |
|  | Ukraine                         | 72                              |                                 | Kroatien                        | 66                              |            |  |  |                                 |                                 |
|  | Ukraine                         | 72                              |                                 |                                 | 66                              |            |  |  |                                 |                                 |
|  | 81 – 19. September 2013 – 17:45 | 81 – 19. September 2013 – 17:45 |                                 |                                 |                                 |            |  |  | 89 – 22. September 2013 – 17:30 | 89 – 22. September 2013 – 17:30 |

#### Plätze 5 bis 8
|  | Platzierungsspiele              | Platzierungsspiele              |                                 |    | 5. und 6. Platz                 | 5. und 6. Platz                 |
|  |                                 |                                 |                                 |    |                                 |                                 |
|  | Serbien                         | 74                              |                                 |    |                                 |                                 |
|  | Slowenien                       | 92                              |                                 |    |                                 |                                 |
|  | 83 – 19. September 2013 – 14:30 |                                 |                                 |    |                                 |                                 |
|  |                                 |                                 | 88 – 21. September 2013 – 21:00 |    |                                 |                                 |
|  | Slowenien                       | 69                              |                                 |    |                                 |                                 |
|  |                                 | Ukraine                         | 63                              |    |                                 |                                 |
|  |                                 |                                 |                                 |    |                                 |                                 |
|  | 7. und 8. Platz                 |                                 |                                 |    |                                 |                                 |
|  | 84 – 20. September 2013 – 14:30 | 84 – 20. September 2013 – 14:30 | Serbien                         | 76 |                                 |                                 |
|  | Italien                         | 58                              | Italien                         | 64 |                                 |                                 |
|  | Ukraine                         | 66                              |                                 |    | 87 – 21. September 2013 – 17:30 | 87 – 21. September 2013 – 17:30 |

### Viertelfinale
| Spiel | Datum              | Team 1    | Team 2     | 1. Q. | 2. Q. | 3. Q. | 4. Q. | Verl. | Ergebnis | Topscorer                              |
| ----- | ------------------ | --------- | ---------- | ----- | ----- | ----- | ----- | ----- | -------- | -------------------------------------- |
| 79    | 18. September 2013 | Serbien   | Spanien    | 05:21 | 18:27 | 16:25 | 21:17 | –     | 60:90    | Danilo Anđušić 11; Sergio Rodríguez 22 |
| 80    | 18. September 2013 | Slowenien | Frankreich | 12:10 | 12:16 | 21:24 | 17:22 | –     | 62:72    | Goran Dragić 18; Tony Parker 27        |
| 82    | 19. September 2013 | Litauen   | Italien    | 22:15 | 18:24 | 17:19 | 24:19 | –     | 81:77    | Mantas Kalnietis 17 Marco Belinelli 22 |
| 81    | 19. September 2013 | Kroatien  | Ukraine    | 22:22 | 29:13 | 19:26 | 14:11 | –     | 84:72    | Krunoslav Simon 23 Eugene Jeter 19     |

### Platzierungsspiele
| Spiel | Datum              | Team 1  | Team 2    | 1. Q. | 2. Q. | 3. Q. | 4. Q. | Verl. | Ergebnis | Topscorer                         |
| ----- | ------------------ | ------- | --------- | ----- | ----- | ----- | ----- | ----- | -------- | --------------------------------- |
| 83    | 19. September 2013 | Serbien | Slowenien | 16:30 | 19:23 | 20:18 | 19:21 | –     | 74:92    | Nenad Krstić 16 Zoran Dragić 23   |
| 84    | 20. September 2013 | Italien | Ukraine   | 17:13 | 17:22 | 14:16 | 10:15 | –     | 58:66    | Pietro Aradori 15 Eugene Jeter 20 |

### Halbfinale
| Spiel | Datum              | Team 1  | Team 2     | 1. Q. | 2. Q. | 3. Q. | 4. Q. | Verl. | Ergebnis | Topscorer                             |
| ----- | ------------------ | ------- | ---------- | ----- | ----- | ----- | ----- | ----- | -------- | ------------------------------------- |
| 85    | 20. September 2013 | Spanien | Frankreich | 18:14 | 16:6  | 15:23 | 16:22 | 7:10  | 72:75    | Marc Gasol 19 Tony Parker 32          |
| 86    | 20. September 2013 | Litauen | Kroatien   | 24:19 | 16:18 | 21:8  | 16:17 | –     | 77:62    | Jonas Mačiulis 23 Bojan Bogdanović 15 |

### Spiel um Platz 7
| Spiel | Datum              | Team 1  | Team 2  | 1. Q. | 2. Q. | 3. Q. | 4. Q. | Verl. | Ergebnis | Topscorer                       |
| ----- | ------------------ | ------- | ------- | ----- | ----- | ----- | ----- | ----- | -------- | ------------------------------- |
| 87    | 21. September 2013 | Serbien | Italien | 27:11 | 14:16 | 14:17 | 21:20 | –     | 76:64    | Nenad Krstić 17 Luigi Datome 19 |

### Spiel um Platz 5
| Spiel | Datum              | Team 1    | Team 2  | 1. Q. | 2. Q. | 3. Q. | 4. Q. | Verl. | Ergebnis | Topscorer                       |
| ----- | ------------------ | --------- | ------- | ----- | ----- | ----- | ----- | ----- | -------- | ------------------------------- |
| 88    | 21. September 2013 | Slowenien | Ukraine | 16:23 | 24:13 | 14:8  | 15:19 | –     | 69:63    | Goran Dragić 19 Eugene Jeter 12 |

### Spiel um Platz 3
| Spiel | Datum              | Team 1  | Team 2   | 1. Q. | 2. Q. | 3. Q. | 4. Q. | Verl. | Ergebnis | Topscorer                           |
| ----- | ------------------ | ------- | -------- | ----- | ----- | ----- | ----- | ----- | -------- | ----------------------------------- |
| 89    | 22. September 2013 | Spanien | Kroatien | 23:18 | 24:18 | 16:12 | 29:18 | –     | 92:66    | Sergio Llull 21 Bojan Bogdanović 22 |

### Finale
| Spiel | Datum              | Team 1     | Team 2  | 1. Q. | 2. Q. | 3. Q. | 4. Q. | Verl. | Ergebnis | Topscorer                        |
| ----- | ------------------ | ---------- | ------- | ----- | ----- | ----- | ----- | ----- | -------- | -------------------------------- |
| 90    | 22. September 2013 | Frankreich | Litauen | 19:22 | 31:12 | 18:16 | 12:16 | –     | 80:66    | Nicolas Batum 17 Linas Kleiza 20 |

## Individuelle Auszeichnungen
Zum Most Valuable Player (MVP) des Turniers wurde der Franzose Tony Parker gewählt. Das All-Tournament Team bildeten außer ihm der Slowene Goran Dragić, der Kroate Bojan Bogdanović, der Litauer Linas Kleiza und der Spanier Marc Gasol.

## Endstände
| Rang                       | Team                    | Siege: Niederl. | Korbverhältnis |
| Finalrunden                | Finalrunden             | Finalrunden     | Finalrunden    |
| -------------------------- | ----------------------- | --------------- | -------------- |
| 1                          | Frankreich              | 8:3             | 1,090          |
| 2                          | Litauen                 | 8:3             | 1,076          |
| 3                          | Spanien                 | 7:4             | 1,246          |
| 4                          | Kroatien                | 8:3             | 1,005          |
| 5                          | Slowenien               | 7:4             | 1,024          |
| 6                          | Ukraine                 | 6:5             | 0,977          |
| 7                          | Serbien                 | 6:5             | 0,977          |
| 8                          | Italien                 | 6:5             | 1,022          |
| Nicht im Viertelfinale     |                         |                 |                |
| 9                          | Finnland                | 5:3             | 0,975          |
| 9                          | Belgien                 | 3:5             | 0,957          |
| 11                         | Griechenland            | 4:4             | 1,057          |
| 11                         | Lettland                | 4:4             | 1,041          |
| Nicht in der Zwischenrunde |                         |                 |                |
| 13                         | Bosnien und Herzegowina | 3:2             | 0,997          |
| 13                         | Tschechien              | 2:3             | 0,932          |
| 13                         | Großbritannien          | 2:3             | 0,909          |
| 13                         | Schweden                | 1:4             | 0,882          |
| 17                         | Deutschland             | 2:3             | 0,984          |
| 17                         | Montenegro              | 2:3             | 0,984          |
| 17                         | Georgien                | 1:4             | 0,928          |
| 17                         | Türkei                  | 1:4             | 0,891          |
| 21                         | Mazedonien              | 1:4             | 0,964          |
| 21                         | Israel                  | 1:4             | 0,957          |
| 21                         | Russland                | 1:4             | 0,935          |
| 21                         | Polen                   | 1:4             | 0,872          |